# ماهیچه راست‌کننده مو
ماهیچه راست‌کننده مو (انگلیسی: Arrector pili muscle) ماهیچه‌های کوچکی هستند که به فولیکول موی پستانداران متصل هستند و باعث راست ایستادن مو می‌شوند. آنچه در زبان عامیانه شدن سیخ شدن مو نامیده می‌شود.
هر ماهیچه راست‌کننده مو از گروهی از رشته‌های ماهیچه صاف تشکیل شده که به چند فولیکول کوچک متصلند. عصب‌گیری آنها از شاخه سمپاتیک دستگاه عصبی خودگردان است.
انقباض ماهیچه راست‌کننده مو غیر ارادی است و به هنگام سرما، ترس و موارد دیگر صورت می‌گیرد. در سرما راست شدن موی تن باعث می‌شود تا هوا بین موها گیر بیفتد و گرمای بدن کمتر به بیرون نشت کرده و در بدن بماند.
در برخی حیوانات مانند تشی، انقباضی ماهیچه و سیخ شدن موهای زبر بدن برای ترساندن درندگان انجام می‌گیرد.